# Mastoidit
Mastoidit är en infektion i kraniet, lokaliserad bakom örat. Mastoidit orsakas av obehandlad öroninflammation och har varit en ledande orsak till barnadödlighet. Idag är mastoidit mycket ovanligt i i-länder, troligtvis på grund av att man antibiotikabehandlar öroninflammation innan den hinner spridas. Infektionen behandlas med läkemedel och/eller kirurgi. Obehandlad kan infektionen spridas till omgivande strukturer såsom hjärnan och orsaka allvarliga komplikationer.